# مارتن بيترسن
مارتن بيترسن (بالألمانية: Martin Petersen)‏ هو حكم كرة قدم ألماني، ولد في 28 فبراير 1985 في فيلدرشتات في ألمانيا.